# Avicennina sogdiana
Avicennina sogdiana är en insektsart. Avicennina sogdiana ingår i släktet Avicennina och familjen långrörsbladlöss. Inga underarter finns listade i Catalogue of Life.